# Thomas Patch

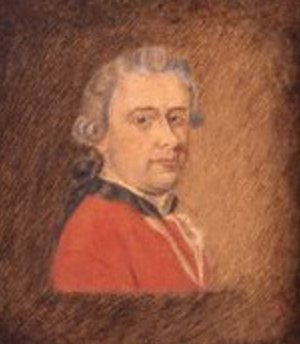
Autoritratto, 1761

Thomas Patch (Exeter, 13 marzo 1725 – Firenze, 30 aprile 1782) è stato un pittore e incisore britannico naturalizzato italiano.

## Biografia
Nato a Exeter nel 1725, figlio di un illustre medico, era stato destinato alla carriera di farmacista, tuttavia interruppe i suoi studi medici nel 1747 per recarsi molto giovane a Roma con Richard Dalton, il futuro bibliotecario di Giorgio III. A Roma decise di dedicarsi alla pittura, iscrivendosi alla scuola del paesaggista Claude-Joseph Vernet ed entrando sotto la protezione di lord Charlemont, che acquistò le sue prime opere. Conobbe Joshua Reynolds, che tra il 1751 e il 1752 visse con lui e altri presso il palazzetto Zuccari, e con il quale condivise l'interesse per la caricatura, genere allora inaugurato a Roma da Pier Leone Ghezzi e assai apprezzato dai facoltosi stranieri che percorrevano l'Italia nel Grand Tour. 
Creò inoltre vedute di Tivoli e pastiche delle opere di Vernet.

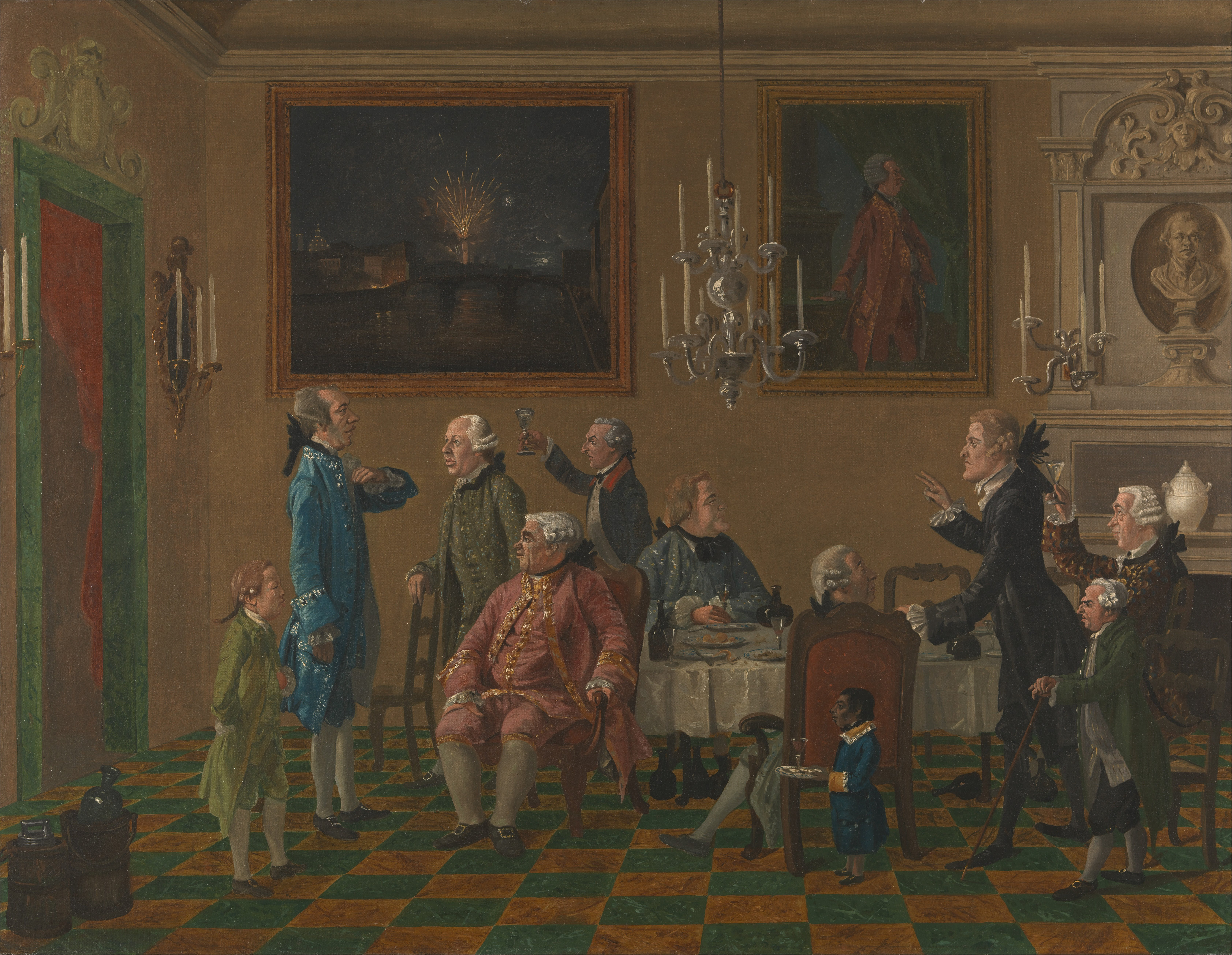
Gentiluomini inglesi nella casa di Horace Mann a Firenze, 1763-1765 ca. (Yale Center for British Art)

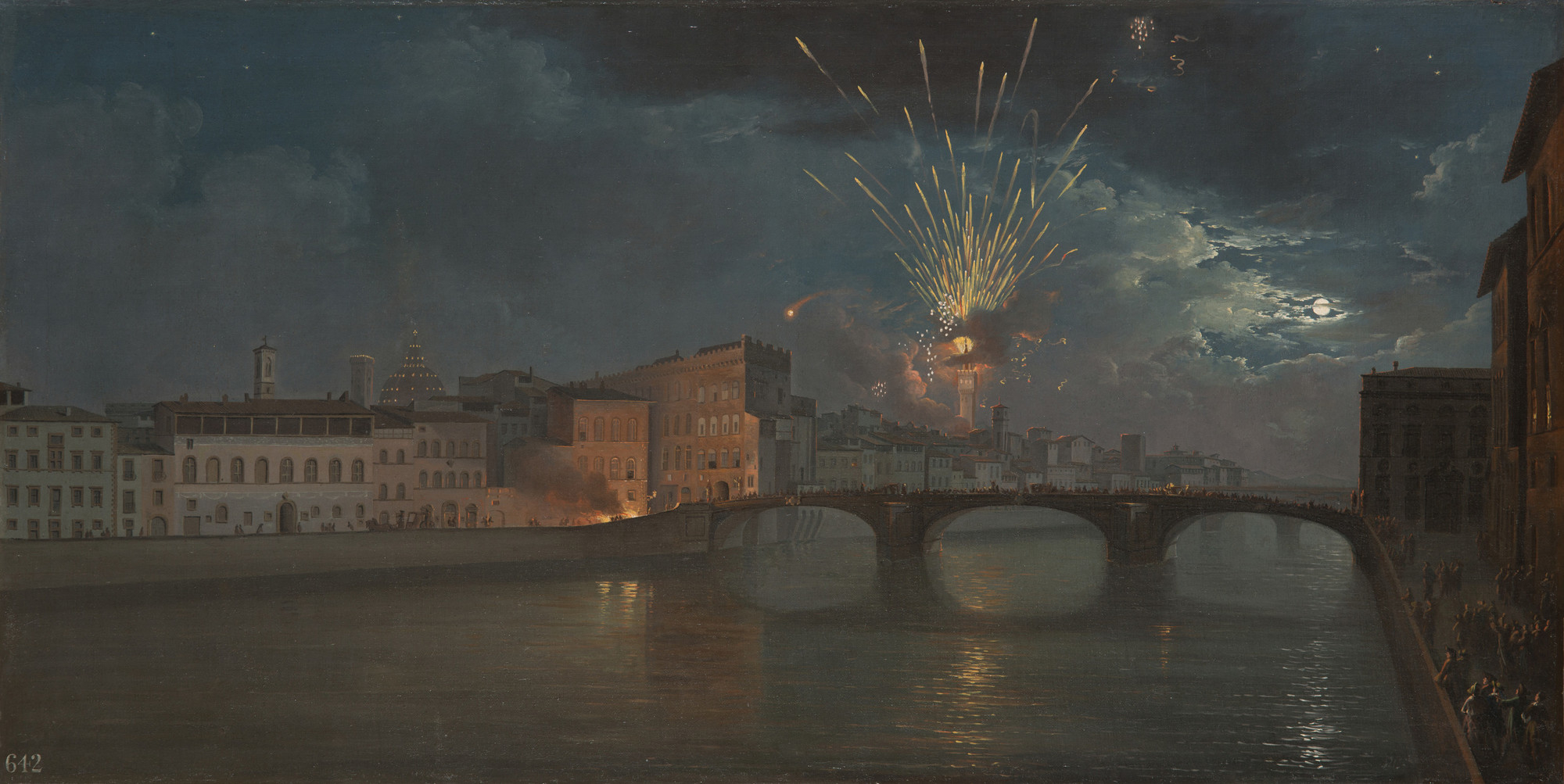
Veduta d'Arno di notte (durante i fuochi di San Giovanni), 1763 circa (Royal Collection of the United Kingdom)

Nel 1755, venne bandito da Roma per presunte indiscrezioni omosessuali e si rifugiò l'anno dopo a Firenze, dove trascorse il resto della sua vita, tanto che si può considerare un cittadino del Granducato di Toscana a tutti gli effetti. Nel 1757 risulta iscritto all'Accademia del Disegno, e nel 1760 si unì ad altri pittori dilettanti conosciuti in Toscana per un viaggio di formazione che lo portò a Venezia e in Istria.
Rientrato a Firenze, entrò in contatto con i facoltosi turisti inglesi di passaggio, grazie anche all'amicizia con sir Horace Mann, ambasciatore britannico. Fu apprezzato soprattutto come pittore dei temi assai in voga tra gli stranieri, quali le vedute e scene di genere (conversation piece), spesso venate da una sottile ironia, e da uno stile pittorico vivacemente estemporaneo, dove il colore è steso in pennellate dense e compatte che, a differenza della scuola locale (che preferiva le ariose velature semitrasparenti), tradivano la sua formazione nella scuola del grande Settecento inglese.
Ritraendo alcuni degli scorci più ameni e pittoreschi di Firenze, replicando anche più volte gli stessi soggetti, entrò nelle collezioni d'arte inglesi più esclusive, compresa quella reale. Guardando ai modelli di metà del secolo di Giuseppe Zocchi, si distinse nella fase più matura e feconda per la resa ariosa dei panorami, la descrizione meticolosa dei particolari, la brillantezza delle tinte, con effetti lucidi e smaltati.
Produsse inoltre caricature e incisioni, e fu anche tra i primi artisti a studiare seriamente l'arte italiana antica, pubblicando stampe che riproducevano opere di Giotto, Masaccio, Ghiberti e Fra Bartolomeo, in un periodo in cui tutto quello che era stato prodotto in Italia prima di Leonardo, Michelangelo e Raffaello era scarsamente considerato dai collezionisti e dagli storici.
Verso la fine della sua vita, la produzione di dipinti di Patch rallentò, attraversando alcune delusioni legate all'incapacità di completare i progetti. Il 29 aprile 1782, subì un attacco di apoplessia nella casa di Mann, spirando il giorno successivo nella sua residenza attigua, in via Santo Spirito 23-25 (palazzo Manetti).

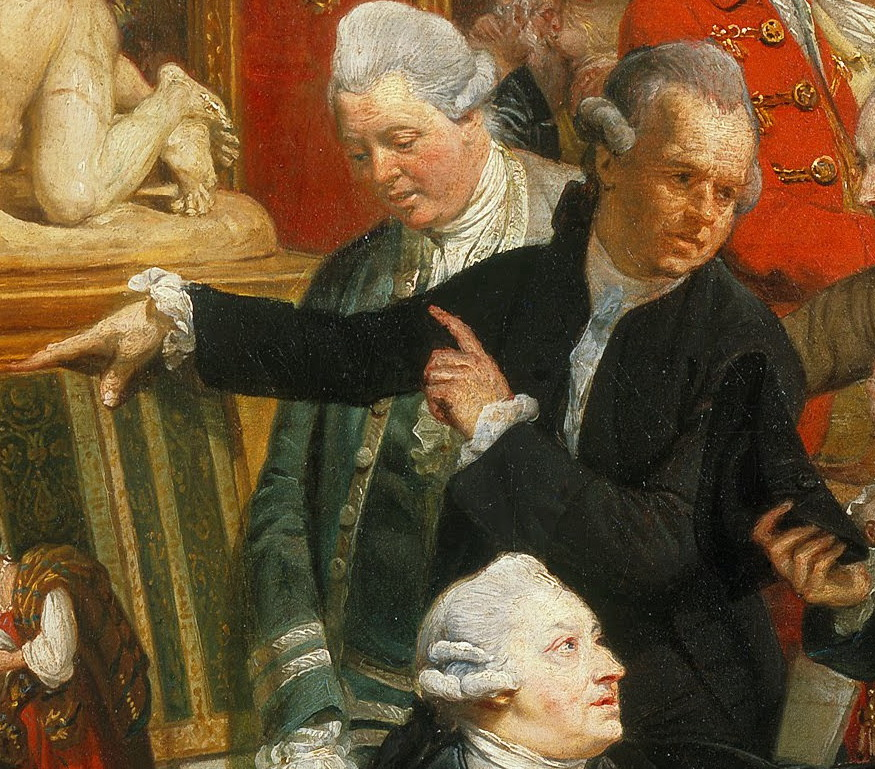
Thomas Patch, in nero, nel dipinto La Tribuna degli Uffizi di Johan Zoffany